# Joszip Gattin
Joszip Gattin fue un deportista yugoslavo que compitió en remo. Ganó una medalla de plata en el Campeonato Europeo de Remo de 1929, en la prueba de ocho con timonel.

## Palmarés internacional
| Campeonato Europeo | Campeonato Europeo  | Campeonato Europeo | Campeonato Europeo |
| Año                | Lugar               | Medalla            | Prueba             |
| ------------------ | ------------------- | ------------------ | ------------------ |
| 1929               | Bydgoszcz (Polonia) | Medalla de plata   | Ocho con timonel   |